# 特拉索爾特奧特爾

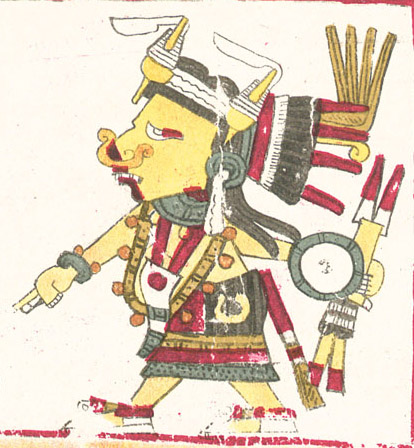
波吉亞手抄本（Codex Borgia）所描述的特拉索爾特奧特爾

特拉索爾特奧特爾（又作），阿茲特克神話中的其中一位大地女神，是中美洲最古老的神祇之一。她也是潔淨女神、蒸汽浴女神、助產女神、污穢女神，通姦的守護者。其名字的意思為「吞吃污穢者」（the eater of filth）。在納瓦特爾語中，tlazoli可解作邪惡和疾病。因此，特拉索爾特奧特爾是罪、疾病以及淫亂女神。但是，她同時也是潔淨之神，寬恕罪孽和因行為不端（特別是犯姦淫）而患上疾病的人。她這種兩面的特質可見於其稱呼：特拉埃尔库瓦尼（Tlaelquani，吞吃穢物[罪]者）、特拉索爾米基斯特利（Tlazolmiquiztli，因淫慾致死）以及伊斯庫伊納（Ixcuina）或伊斯庫伊南（Ixcuinan，擁有兩副面孔的女性）。根據她的伊斯庫伊南的名號，人們認為她代表了多於一位的神祇——她們合共為四姊妹，代表了不同的年齡階段，而四姊妹的名字都各有不同：蒂亞卡潘（Tiacapan）年紀最大，是個傷害青年的女巫；特拉科（Tlaco）為二姊，為人類洗去罪惡；特伊庫（Teicu）為三姊，是個投機冒險和變幻無常的破壞女神；索科特辛（Xocotzin）為四妹，是個無憂無慮的誘惑者。

她的兒子是森特奧特爾（Centeotl），另外「托西」也是她的名字，她掌管著中美洲曆法（以260日為一年）中的第十三個「13天週期」（trecena）。

## 形象
特拉索爾特奧特爾的雕像通常是以蹲坐的形象出現，阿茲特克的女性亦是以此姿勢生產孩子。另外，阿茲特克人會以少女向這位神祇獻祭，獻祭過後，她們的屍體會被投進特斯科科湖的沼澤。
根據留傳下來的手抄本，特拉索爾特奧特爾會以棉線以及兩支紡錘或線筒作為頭飾。有時她亦會穿上獻祭後的人皮，這很可能是代表著新生。

## 與特拉索爾特奧特爾有關的宗教傳統
特拉索爾特奧特爾原本可能是由美國墨西哥灣沿岸地區瓦斯特克族的女神演變而成的。為阿茲特克人主持懺悔共有兩位神祇，第一位是泰茲卡特里波卡，他被認為是個無法看見而又無處不在，而且能看見一切事物的神祇，他也是第一個太陽紀的神祇；而特拉索爾特奧特爾則是邪淫女神。男性向她懺悔的時候，一切的事都會向她展現。向特拉索爾特奧特爾的懺悔需透過祭師進行，但是與基督教的傳統不同，這種懺悔儀式在人的一生中只做一次。
特拉索爾特奧特爾是引起邪念的神祇，但她同時亦赦免及潔淨罪孽。人們亦認為她引起疾病，特別是性傳染病。據說特拉索爾特奧特爾與特斯卡特利波卡會以疾病折磨那些讓自己沉溺在禁戀中的人。這種罪惡是被視為包括了肉體和精神兩個層面的，而透過潔淨儀式的蒸汽浴，又或者向特拉索爾特奧特爾祈禱的則可洗去這種罪孽。

## 資料來源
1. 1 2  魯剛主編（1989年）：《世界神話辭典》，807頁，沈陽：遼寧人民出版社，ISBN 7-205-00960-X
2. 1 2  東尼·艾倫、湯姆·魯文斯坦著，余黛玉譯（2005年）：《太陽神的祭品：阿茲特克和馬雅神話》，64頁，台灣：知書房出版社，ISBN 986-7640-72-1
3. 1 2  Miller & Taube, p.168
4. ↑  Soustelle, p.104,199
5. 1 2  Sahagun, Florentine codex book 1, p. 23
6. ↑  大英百科全書線上繁體中文版：特拉索爾特奧特爾神[永久]
7. ↑   Jones, David M. (2007): " Mythology of the Aztecs and Maya : myths and legends of ancient Mexico and Northern Central America", p.77, London: Southwater
8. 1 2  Soustelle, p.199
9. 1 2  Soustelle, p.193

## 外部連結
- "Tlazolteotl." Encyclopedia Mythica from Encyclopedia Mythica Online. （页面存档备份，存于）
- 大英百科全書線上繁體中文版：特拉索爾特奧特爾神[永久]
- Aztec Goddess Photo, Fertility Goddess Photo, Download, Photos -- National Geographic （页面存档备份，存于）